# Waldmünchen

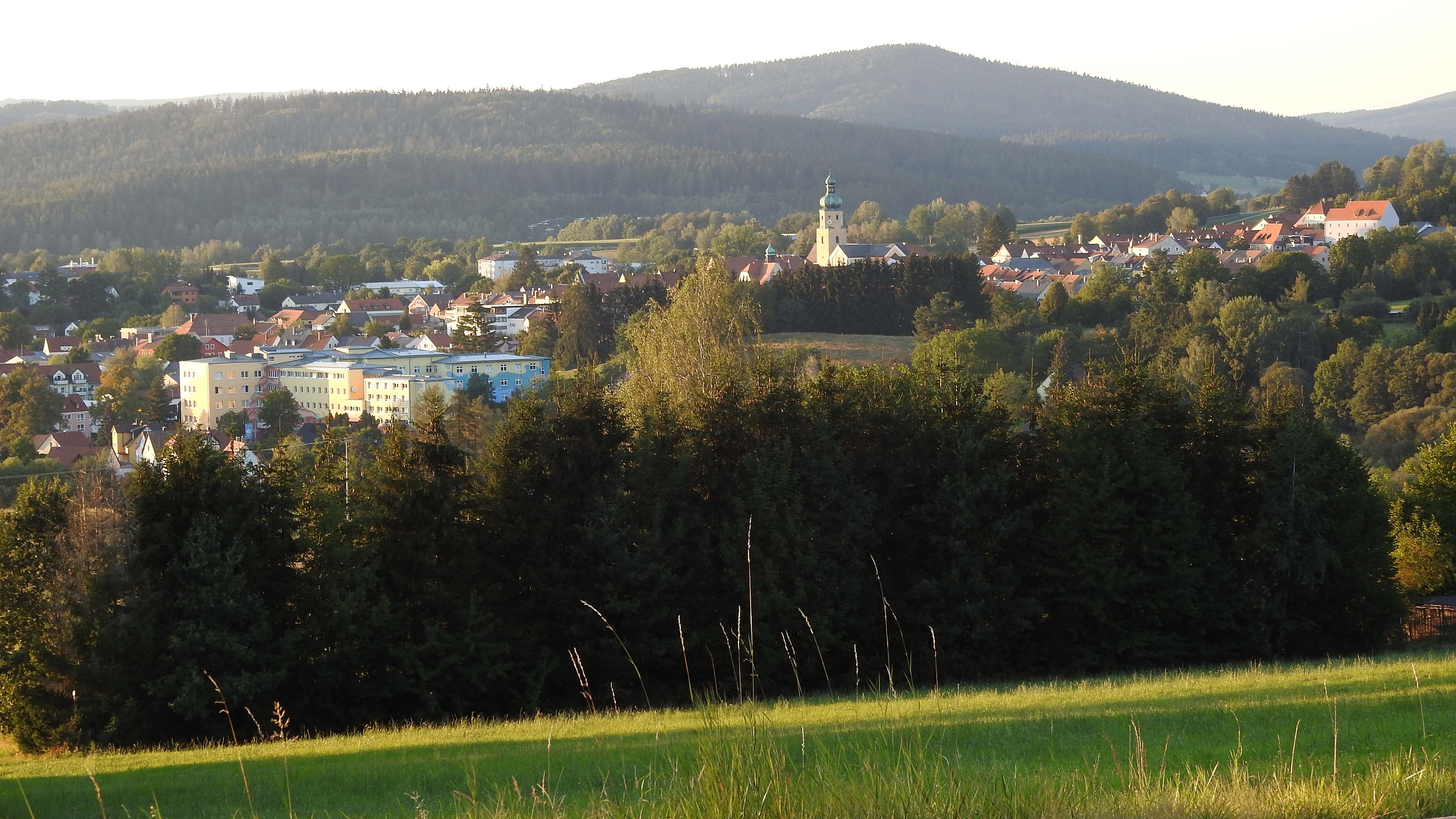
Waldmünchen von Süden

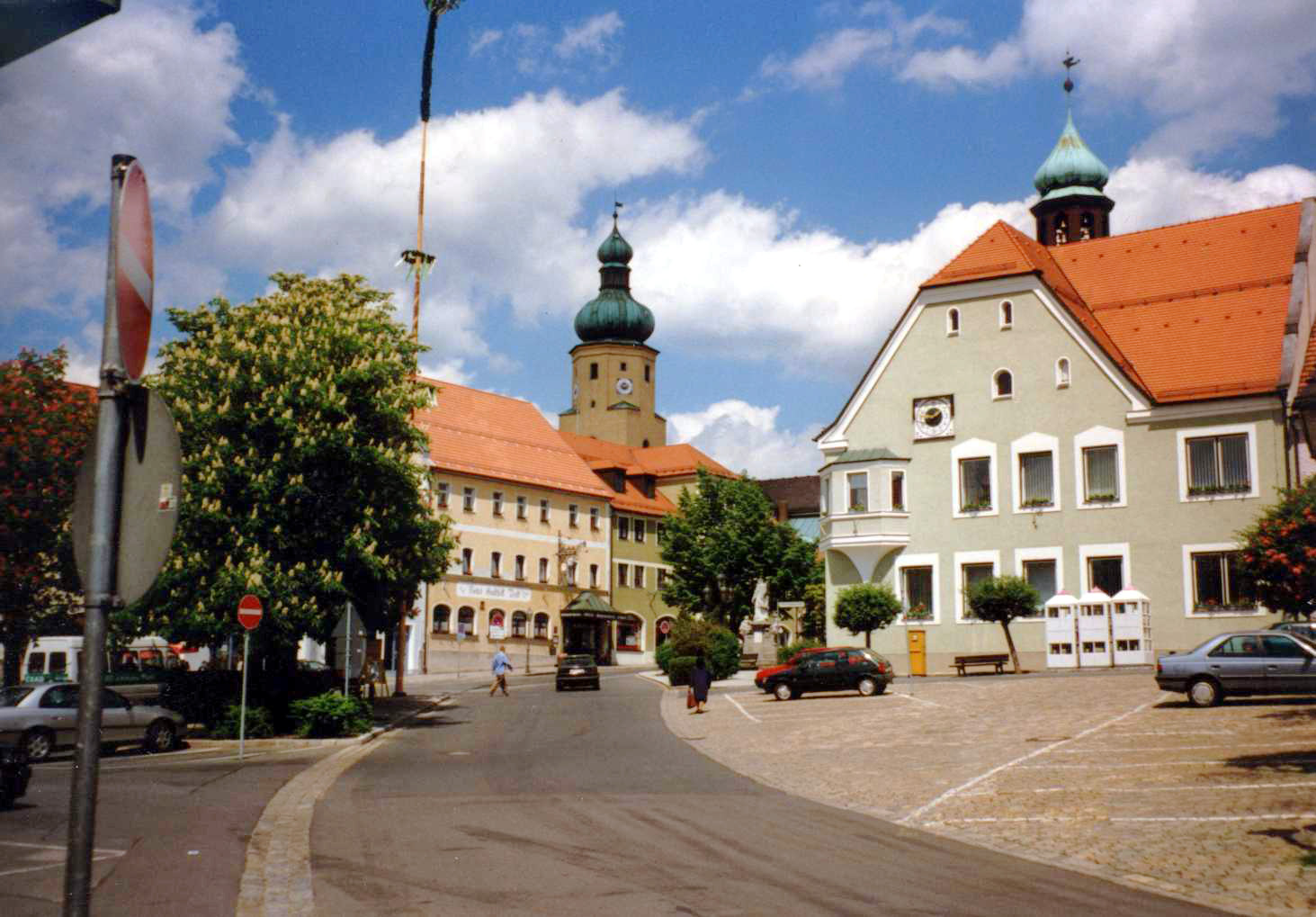
Der Waldmünchner Marktplatz im Jahr 1997, vor der Umgestaltung

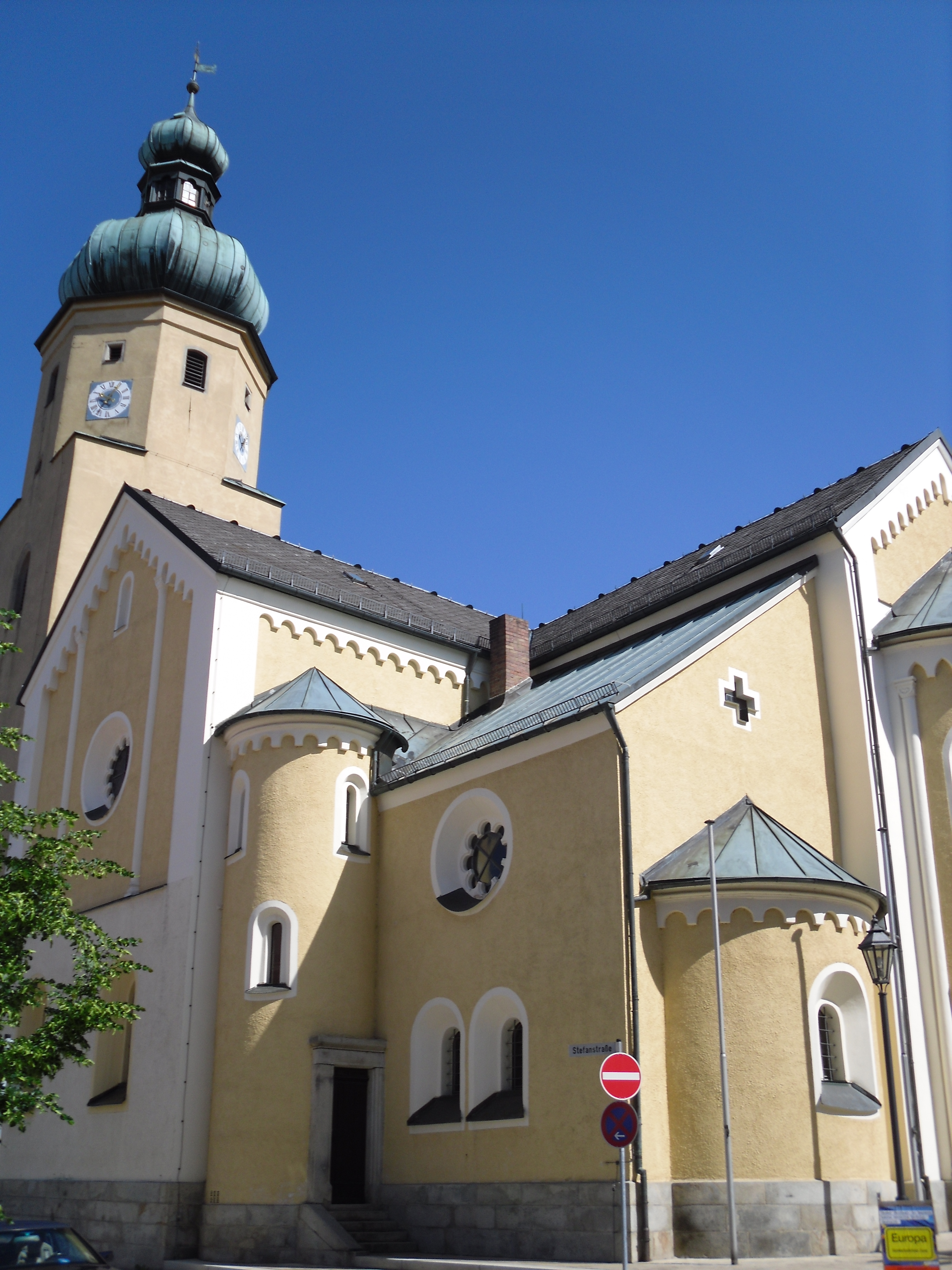
Stadtpfarrkirche St. Stephan (2009)

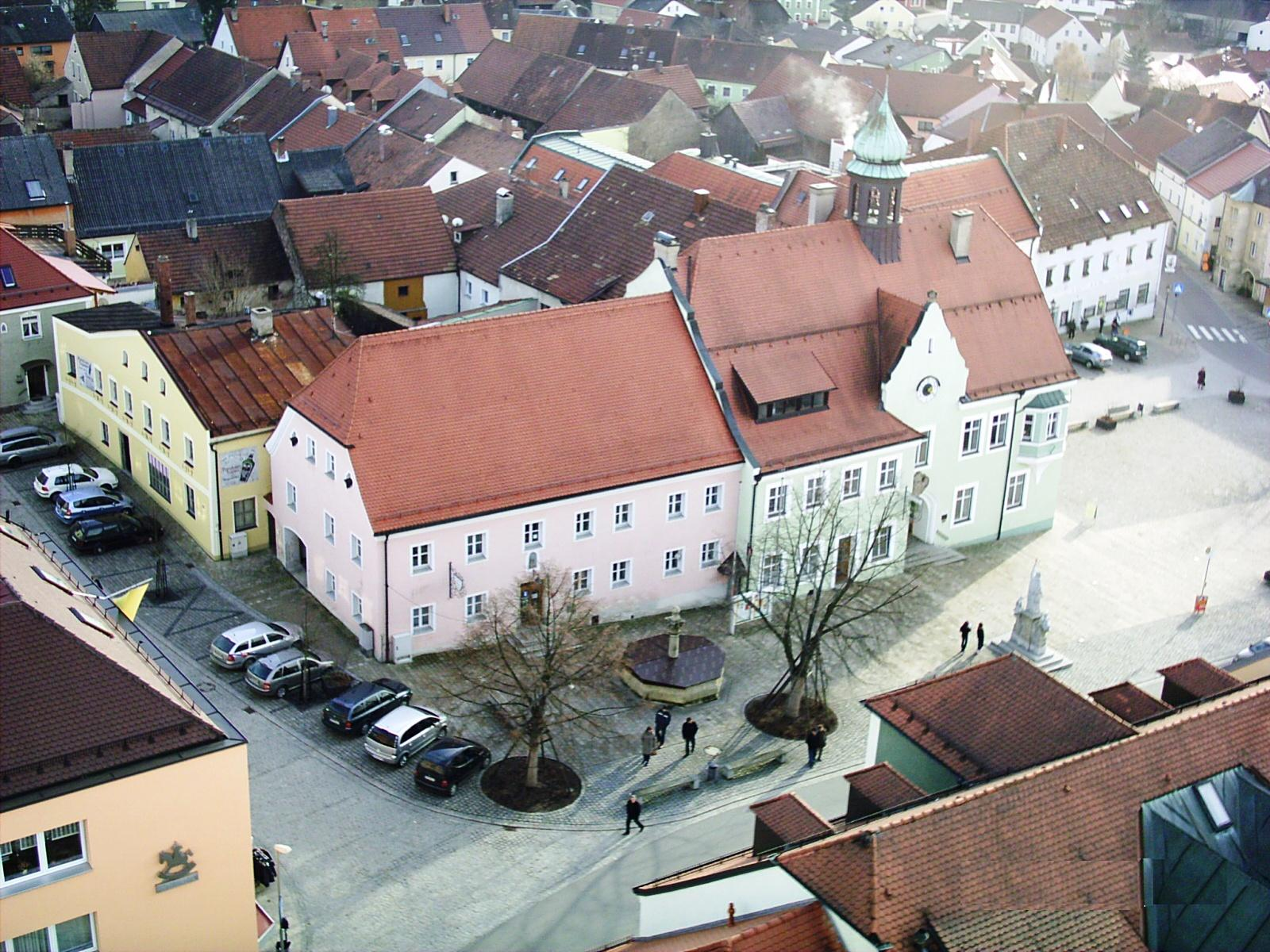
In der Bildmitte links das ehemalige Stadler-Haus als Teil des Rathauses mit Tourismusinformation. Rechts daneben das ursprüngliche Rathaus.

Waldmünchen ist eine Stadt im Oberpfälzer Landkreis Cham.

## Geographie

### Geographische Lage
Die Ortschaft liegt im südlichen Oberpfälzer Wald, der dort bereits zum Naturpark Oberer Bayerischer Wald gehört, an der Grenze zu Tschechien. Die Stadt liegt am Oberlauf des Flusses Schwarzach, der hier zum Perlsee aufgestaut ist, 75 Straßenkilometer nordöstlich von Regensburg und 20 Straßenkilometer nördlich von Cham entfernt.

### Nachbargemeinden
Die Nachbargemeinden (im Uhrzeigersinn) sind: Nemanice, Česká Kubice, Furth im Wald, Gleißenberg, Weiding, Waffenbrunn, Schönthal und Treffelstein.
| Treffelstein 8 km | Nemanice 6 km                               | Česká Kubice 11 km  |
| Schönthal 8 km    | Kompassrose, die auf Nachbargemeinden zeigt | Furth im Wald 12 km |
| Waffenbrunn 14 km | Weiding 13,5 km                             | Gleißenberg 8 km    |

### Gemeindegliederung
Es gibt 62 Gemeindeteile (in Klammern ist der Siedlungstyp angegeben):
- Albernhof (Dorf)
- Almosmühle (Einöde)
- Alte Ziegelhütte (Weiler)
- Althütte (Dorf)
- Arnstein (Weiler)
- Ast (Pfarrdorf)
- Beckenhöhle (Weiler)
- Blumloh (Einöde)
- Bonholz (Einöde)
- Buchwalli (Einöde)
- Eglsee (Dorf)
- Englmannsbrunn (Weiler)
- Eschlhof (Einöde)
- Eschlmais (Einöde)
- Geigant (Pfarrdorf)
- Gibacht (Einöde)
- Gleßling (Einöde)
- Grub (Dorf)
- Hagbügerl (Einöde)
- Haidhof (Einöde)
- Hammer (Weiler)
- Haschaberg (Dorf)
- Häuslarn (Dorf)
- Heinzlgrün (Weiler)
- Herzogau (Pfarrdorf)
- Hirschhöf (Dorf)
- Hocha (Dorf)
- Hochabrunn (Weiler)
- Höll (Dorf)
- Katzbach (Dorf)
- Keilbügerl (Weiler)
- Kramhof (Einöde)
- Kritzenast (Dorf)
- Kühnried (Weiler)
- Kümmersmühle (Dorf)
- Lampachshof (Einöde)
- Lengau (Dorf)
- Lenkenhütte (Dorf)
- Lodischhof (Einöde)
- Machtesberg (Dorf)
- Moosdorf (Dorf)
- Neue Ziegelhütte (Weiler)
- Ochsenweid (Weiler)
- Perlhütte (Dorf)
- Posthof (Dorf)
- Prosdorf (Dorf)
- Pucher (Weiler)
- Rannersdorf (Dorf)
- Ringberg (Einöde)
- Roßhof (oberer) (Weiler)
- Roßhof (unterer) (Weiler)
- Schäferei (Dorf)
- Sinzendorf (Dorf)
- Spielberg (Dorf)
- Straßenhäusl (Weiler)
- Ulrichsgrün (Dorf)
- Untergrafenried (Dorf)
- Unterhütte (Dorf)
- Waffenschleife (Dorf)
- Waldmünchen (Hauptort)
- Zieglhütte (Einöde)
- Zillendorf (Dorf)

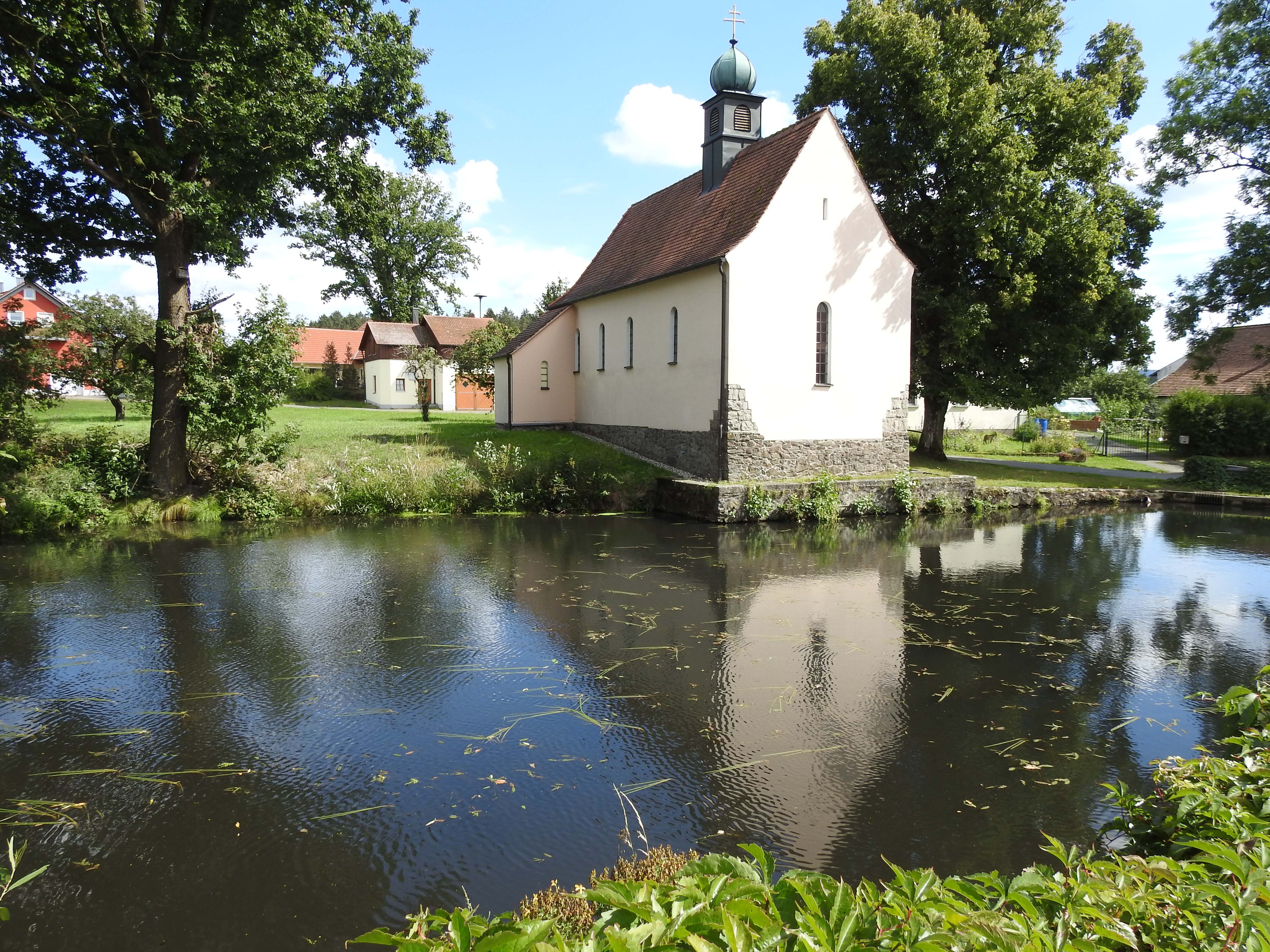
St. Wendelin und Dorfteich im Gemeindeteil Spielberg

Waldmünchen hat 15 Gemarkungen: Albernhof, Ast, Geigant, Herzogau, Hocha, Höll, Katzbach, Prosdorf, Rannersdorf, Schäferei, Sinzendorf, Spielberg, Ulrichsgrün, Untergrafenried und Waldmünchen. Die Gemarkung Herzogau wird mit der Nachbargemeinde Furth im Wald geteilt.

## Geschichte

### Ur- und Frühgeschichte (bis 1000)
Über die Ortsentstehung existieren mehrere Theorien. Am wahrscheinlichsten ist, dass im 10. Jahrhundert unter der Regierung König Heinrichs I. (919–936) die Markgrafen von Cham eine Wehranlage zum Schutz des Arnsteiner Passes, der damaligen Verbindungsstraße nach Böhmen, errichteten. Den Namen Waldmünchen bekam die Siedlung dann wohl deshalb, weil diejenigen Mönche, die die Bewohner seelsorgerisch betreuten, als „Waldmönche“ bezeichnet wurden; vermutlich handelte es sich um Mönche aus dem Kloster Walderbach, doch auch die Klöster Chammünster und Schönthal sind als Bezugspunkte möglich. Die oft genannten genauen Gründungsjahre 910 oder 923 sind keineswegs sicher. Die Stadtverwaltung nennt das Jahr 910.

### Anfänge (1000–1400)
Das Kloster Walderbach besaß 1143 in der Waldmünchener Gegend Grundeigentum. Die Mönche übten hier Seelsorge aus. „Monacum ante nemus Bohemorum“ – München vor dem Böhmerwald – erhielt 1250 die Stadtrechte. 1255 fiel „München um den Wald“ bei der ersten Landesteilung an Herzog Heinrich XIII. von Niederbayern/Straubing. 1256 stritten Waldmünchens Grundherr, Ritter Reinboto von Schwarzenburg/Rötz, und Bischof Albertus Magnus von Regensburg um einen Kirchenzehent „in Monaco“. Um 1261 amtierte der Richter Chuno von Berengar. Herzog Heinrich bestätigte 1265 das Präsentationsrecht des Klosters Walderbach auf die Pfarrei Waldmünchen.
Ottokar II. von Böhmen verwüstete 1266 Stadt und Umland. 1270 erschienen im zweiten Herzogsurbar (Güterbeschreibung) neben „stat ze Moenichen“ Hirschhöf, Ast, Kritzenast, Albernhof, Grub, Herzogau, Hocha, Englmannsbrunn, Katzbach, Hochabrunn, Ulrichsgrün, Machtesberg und Grafenried. Im Jahre 1274 schlossen Herzog Heinrich und Ottokar II. in Waldmünchen einen Geheimvertrag gegen Rudolf I. von Habsburg. Das jetzt zu Waldmünchen gehörende Geigant wurde 1283 in einer Urkunde des Klosters Schönthal erwähnt. Die Feste Geigant geht auf das 10. Jahrhundert zurück. Im Jahre 1317 gewährte Landgraf Ulrich von Leuchtenberg der Stadt das Braurecht auf Weißbiersieden im „Weißen Brauhaus“. Im Jahre 1364 wurde die Stadtmauer Waldmünchens erstmals urkundlich erwähnt.
In Waldmünchen befand sich auch ein Eisenhammer. Aus einem Bericht des Johann German Barbing an den Kurfürst Ferdinand Maria vom 16. Januar 1666 heißt es: „Stadt Waldmünchen. Allda ist ein Eisenhammer nächst an der Stadt, der früher ein vornehmes Gebäude und einem Schloß gleich erbaut gewesen, aber schon seit 45 Jahren (seit 1621) derart öd und verwüstet ist, daß keine Stelle, allwo das Hammerwerk und anderes Zubehör gestanden, zu sehen ist; auch das Haus ist auf den Grund ruiniert, und wenn nicht vor einem halben Jahr ein Kaufmann (= Käufer) gekommen wäre und solches eingethan (gekauft) hätte, wäre es bei dem vorigen Besitzer aus höchster Armut völlig eingefallen. Der jetzige Inhaber ist ein Schmied, welcher zwar bei der Behausung gleich die notwendige reparation an der Dachung und anderem vorgenommen, aber keine Mittel hat, das Hammerwerk mehr aufzubauen und in Esse zu bringen. Das ‚Eisenärzt‘ ist jeder Zeit zu Amberg geholt worden; doch aber erst vor zwei Jahren in Behaimb bei dem Kloster Stockha ein ‚Arzt‘ gefunden worden, könnte man nun auf zwei Meilen Wegs das nötige gute ‚Arzt‘ gar wohl haben und viel Fuhrlohn ersparen.“ Die abgegangene Anlage wird heute als Bodendenkmal unter der Aktennummer D-3-6642-0054 im Bayernatlas als „archäologische Befunde des abgegangenen frühneuzeitlichen Hammerschlosses und des spätmittelalterlichen bzw. frühneuzeitlichen Eisenhammers von Waldmünchen“ geführt. Heute erinnert noch die „Hammerstraße“ an das ehemalige Werk.

### Krieg und Seuchen (1400–1700)
Die Grundherrschaft Schwarzenburg-Rötz-Waldmünchen kam 1409 in den Besitz böhmischer Adliger. 1425 wehrten Bürger und Bauern bei Höll einen ersten Angriff der Hussiten ab. Waldmünchen hieß „Geysmünchen“. Hintschik Pflug von Rabstein besiegte 1433 die Hussiten in der Schlacht bei Hiltersried – für die Oberpfalz eine Wendung im Hussitenkrieg.
Um 1460 kehrte Leben zurück. Die Schule wurde wieder aufgebaut und im Hammerwerk der Vorstadt wurde Eisenerz abgebaut. Vor 1469 ist der erste bekannte Stadtbrand amtlich vermerkt. 1492 wurden die Stadtrechte erneut bestätigt: Die niedere Gerichtsbarkeit, das bürgerliche Jagd-, Fisch- und Braurecht. Auch der Kirchturm wurde das erste Mal genannt. Waldmünchen war 1495 im Besitz des Heinrich von Plauen dann der Guttenstein-Vrtba. 1496 wurde im Weißbierbrauhaus erblich geschenkt. In dem Gebäude ist heute die Berufsschule untergebracht.

Darstellung Waldmünchens aus dem 16. Jahrhundert (Kopie aus dem frühen 18. Jahrhundert) mit Darstellung des Schlosses, der Magdalenen- und der Stephanskirche sowie dem Hammerwerk vor der Stadt

Heinrich von Guttenstein-Vrtba unterdrückte 1505 Land und Stadt. 1510 wurde Waldmünchen kurpfälzisches Amt. Die Pfleger, meist Adelige, residierten auf der Burg, dem sogenannten Schloss. 1527 war in Waldmünchen Endpunkt der berittenen Prager Hofpost. Die Strecke führte über Arnstein nach Böhmen und Prag. 1534 findet man einen ersten Hinweis auf Waldmünchener Glashütten, den Glashüttenbühl in Perlhütte. Um 1543 hatte die Stadt vier Bürgermeister und acht Räte. Der Hof auf dem Kramberg im Böhmerwald wird 1549 das erste Mal erwähnt.
Die Ortschaft Spielberg wird 1550 erstmals urkundlich erwähnt. 1556 wurde Waldmünchen auf Grund des Augsburger Reichs- und Religionsfrieden. welchem sich Ottheinrich von Wittelsbach angeschlossen hatte, evangelisch-lutherisch, später calvinisch bis zur Rekatholisierung in Bayern während des Dreißigjährigen Krieges (1618–1648). 1559 wurde der Kirchturm aufgestockt. 1571 erneuerte die Zunft der Leinweber ihre Handwerksordnung. Erste Glashütte Herzogau, 1579 durch Pfleger Ruhland erbaut. 1584 wurde die kurfürstliche Schäferei an die Pächter mit Erbrecht verteilt, 1585 der Friedhof vor dem Hammertor erbaut. 1590 wird das Schulhaus vor der Stefanskirche zur Böhmerstraße das erste Mal erwähnt. Von 1591 bis 1900 gab es einen Brotladen im Rathaus.
Die Reichsposthalterei wurde 1615 von den Thurn und Taxis errichtet. Auf der Heeres- und Handelsstraße Nürnberg–Waldmünchen–Prag begannen 1621 für Jahrzehnte die Durchmärsche im Dreißigjährigen Krieg. Waldmünchen und das Umland wurden systematisch ausgebeutet. 1628 fiel die Oberpfalz und damit Waldmünchen an das Kurfürstentum Bayern und wurde wieder römisch-katholisch. Ein verheerender Stadtbrand zerstörte 1633 zweiundsiebzig Wohnhäuser. Schwedengeneral Vitztum und evangelisch-lutherische Söldnergruppen belagerten und eroberten die Stadt. Zwei Drittel der etwa 1000 Einwohner starben an der Pest.
Im Jahre 1641 ließ der schwedische Oberst von Birkenfeld Waldmünchen drei Tage lang plündern. Die verbliebenen Bürger flüchteten sich in die Wälder. 1648 zahlte die Stadt im Rahmen einer Brandschatzung 3000 Gulden an die Schweden und verhinderte so ein abermaliges Abbrennen. Von Waldmünchen standen aber ohnehin nur noch Brandruinen, in denen sich nur langsam wieder Leben entwickelte.
Im Jahre 1654 wurde der Wagenhof im Böhmerwald erbaut. 1658 brannte die Stadt wieder ab. Hiervon betroffen war auch das Pflegerschloss. Leopold I. von Habsburg und Kurfürst Ferdinand Maria siegelten in Waldmünchen einen Geheimvertrag. Die Glashütte Althütte befand sich seit 1694 auf dem Posthof.

### Frühe Neuzeit (1700–1900)
Im Spanischen Erbfolgekrieg besetzte Österreich 1703 das Pflegeamt. Junge Männer wurden zum Militärdienst gezwungen. 1708 zerstörte erneut ein Großfeuer Schloss und Stadt. Die bisherige Kapelle Sankt Stephan wurde Stadtpfarrkirche. Die Österreicher zogen den Grenzverlauf nach Böhmen neu. Einige bayerische Dörfer, z. B. Steinlohe, Grafenried, Haselbach, Posthof, Wagenhof und Kramberg, wurden böhmisch. Außer Haselbach und Grafenried wurden die Dörfer 1764 wieder bayerisch. 1711 wurde die Friedhofskirche erbaut. Die Gebrüder Frank stifteten das Spital und die Dreifaltigkeitskirche. Die Glashütte am Posthof (Wildenauer-Hütte) zog 1713 infolge der Grenzziehung nach Unterhütte um, dadurch wurde dieser Ort gegründet.
Im Jahre 1742 nahm der Pandurenoberst Trenck im Österreichischen Erbfolgekrieg die Stadt ein. Der Einsatz des Waldmünchener Pfarrers Braun sowie einiger Schulkinder konnte eine Erstürmung und Plünderung verhindern. 1764 verlor Waldmünchen durch den Prager Grenzvertrag Teile seines Hinterlandes an Böhmen, darunter Haselbach (Liskova) und Grafenried (Lučina). Die Statue des heiligen Nepomuk wurde 1769 von den Gebrüdern Frank gestiftet und auf dem Marktplatz von Waldmünchen aufgestellt. 1771 erlitt die Stadt infolge einiger Missernten eine dreijährige Hungersnot. 1778 besetzten österreichische Truppen Stadt und Umland erneut. 1788 bestanden 152 kleine Gärten vor dem Hammer- und Astertor. 1796 begannen die Napoleon-Kriege und die Bürger der Stadt litten unter dem Durchzug tausender Truppen. Bürger und Bauern litten unter ständigen Einquartierungen und drückenden Kriegslasten. 372 verwundete Franzosen waren in den Stadeln außerhalb der Stadt untergebracht. Die Wasenmeisterei war in der Weißenlohe untergebracht. 1796/97 wurden 600 Stück Vieh, die durch eine Seuche eingingen, im Bereich des späteren Torweiherweges vergraben.
Im Jahre 1803 wurde aus dem Pflegamt das Landgericht Waldmünchen. Von 1803 bis 1804 wurden die Gemeindegründe verteilt. Die ersten Stücke der Stadtmauer wurden 1809 niedergerissen. Im Jahre 1812 wurde das sogenannte „Neutor“ in der Schützenstraße zum Köckkeller durchbrochen. Die letzte öffentliche Hinrichtung ist 1814 verzeichnet. Sie fand am Waldmünchener Marktplatz durch das Schafott („Spindler vom Dirmaal“) statt. Im selben Jahr zog Zar Alexander I. durch Waldmünchen und bemerkte die große Hungersnot, er schickte umgehend zwei Fuhren Getreide zum Dank für die gute Beherbergung nach Waldmünchen. 1816 wurde das Hammertor niedergerissen und das Strafhäusl vor dem Rathaus versteigert. Im Jahre 1817 wurde das Brauhaus Jakerlbräu erbaut. Waldmünchen gehörte zum Regenkreis. 1822 wurde der Schmidtbräukeller erbaut. 1824 wurde der Schulgarten vor dem Böhmertor angelegt. Um die 4000 Obstbäume wurden gepflanzt. Heute befindet sich hier der Pfarrhof. Im Ulrichsgrünertal erbaute Freiherr von Voithenberg 1826 Glasschleifen (sog. Schächtlschleifen), in der Rohgläser von der Unterhütte veredelt werden. 1826 und 1828 erbaute Johann Frank von Waldmünchen zwei weitere Glasschleifen, die sogenannten „Frankenschleifen“. Im Jahre 1827 wurde die Tuchfabrik Wessely & Spaett gegründet. Ritter von Lenkenberg erbaute die nach seinem Namen benannte Glasfabrik „Lenkenhütte“. 1831 grassierte die Cholera in Waldmünchen. 1833 logierte Chateaubriand wegen eines fehlenden Visums drei Tage lang zwangsweise in Waldmünchen. Die Ölbergkirche wurde 1833 neu erbaut. Am Ort einer früheren Holzkapelle, die an der Stelle erstellt wurde, wo in alter Zeit der erste Galgen stand („…am alten Hochaer Weg“). 1838 wurde in Ulrichsgrün die Glashütte „Grasslschleif“ errichtet. Trotz Widerstandes wurden 1839 das letzte Stadttor („Böhmertor“) und weitere Reste der Stadtmauer eingerissen. Lederer Bacherl erbaute 1840 das Finanzamt, später Forstamt, dann Rentamt.
Im Jahre 1844 begann die Amerikaauswanderung aus dem Altlandkreis Waldmünchen. Sie erreichte 1872 ihren Höhepunkt. Über 1300 Einwohner wanderten nach Amerika aus. Waldmünchen kam 1857 zum Bezirksgericht Neunburg vorm Wald. Im Jahre 1858 wurde die Schule in der Schulstraße errichtet. Sie erhielt vier Klassenzimmer und dient heute als Berufsschule. Das bisherige Landgericht erhielt 1862 den Namen Bezirksamt. Ein neues Brauhaus (Koisa) wurde gebaut, in dem heute das Amtsgericht untergebracht ist. Die Zünfte wurden 1867 aufgehoben. 1868 wurden die Hirtenhäuser in der Vorstadt versteigert, heute befindet sich der Friedhof Pechhansenstraße darauf. Die erste Telegrafenverbindung existierte 1869 in Waldmünchen. Der Brücklkeller am Krankenhaus wurde 1871 aufgelassen, die Lauben beseitigt. 1872 erwarb der Waldmünchener Johann Frank die Lenkenhütte. Hinter dem Kommunbrauhaus gab es 1878 einen weiteren Stadtmauerdurchbruch. 1880 wurde die Unterhütter Glashütte aufgegeben (heute Ortsweiher). Das erste Leichenhaus wurde 1885 erbaut. 1887/88 lagen drei bis fünf Meter Schnee in Waldmünchen. An Johanni (24. Juni) lag noch Schnee im Böhmerwald. Der Hammerbräu erbaute seine Brauerei. 1891 erbaute Johann Frank anstelle der Lenkenhütte die „Neuhütte“, eine moderne Glasfabrik. 1895 wurde die Bahnlinie Cham-Geigant-Waldmünchen eröffnet.

### Erster und Zweiter Weltkrieg, Kalter Krieg (1900–1989)
Im Jahre 1915 wurden die Hammerstraße, der Marktplatz und die hintere Astergasse (Schulstraße) gepflastert. Der „Kleinkeller“ wurde aufgelassen und die Weißenloh kultiviert. Die Bevölkerung litt 1917 sehr unter dem Ersten Weltkrieg. Die „Lenkenhütte“ (damals Neuhütte) wurde stillgelegt. Der Konkurs dauerte bis 1934. Billionen von Inflationsgeld kostete 1923 die Tausendjahrfeier. Der letzte Turmwächter Bieringer verließ den Posten auf dem Stadtturm. 1940 wurde der Landkreis um elf zuvor der Tschechoslowakei zugehörige Gemeinden (teils sudetendeutsche, teils rein tschechisch bevölkerte) erweitert.
Als sich die US Army im April 1945 der Gauhauptstadt der Bayerischen Ostmark, Bayreuth, näherte, begab sich Gauleiter Fritz Wächtler am 13. April 1945 in das Grenzlandhotel Herzogau bei Waldmünchen, wo er schon jahrelang zusammen mit NS-Größen luxuriös residiert hatte. Daraufhin wurde Wächtler dort am 19. April 1945 auf Betreiben seines Stellvertreters Ludwig Ruckdeschel und auf Befehl Adolf Hitlers erschossen. Unter dem SS-Stadtkommandanten Siegfried Stöhr und Bürgermeister und Kreisleiter Max Seidel (1900–1945) wurden intensive Verteidigungsvorbereitungen getroffen, ohne dass jedoch dann der Waldmünchner Volkssturm in die Kämpfe eingriff: Nach mehrstündigem Beschuss, bei dem 30 % der Stadt zerstört wurden, eroberten Einheiten der 90th US Infantry Division („Tough Ombres“) am 26. April 1945 gegen heftigen Widerstand der „30. Waffen-Grenadier-Division der SS (weißruthenische Nr. 1)“ die Stadt, wobei auch Einheiten der 11. Panzerdivision („Gespensterdivision“) involviert waren. Im näheren Umland, insbesondere jenseits der Grenze zum heutigen Tschechien im Umfeld der heutigen Partnerstadt Waldmünchens Klenčí pod Čerchovem (Klentsch), kam es bis zum 1. Mai zu schweren Kampfhandlungen gegen die 11. Panzerdivision mit mehreren Dutzend Toten.
Erste Wahlen unter amerikanischer Aufsicht fanden 1946 statt. Das einstige Waldmünchener „Hinterland“ im Bereich der Gemeinden Haselbach, Wassersuppen (Nemanice) und Grafenried wurde für 45 Jahre durch den Eisernen Vorhang völlig abgeschnitten; 1945/46 wurden fast alle Bewohner deutscher Volkszugehörigkeit aus den Dörfern des ehemaligen Sudetenlandes auf Basis der Beneš-Dekrete ausgesiedelt; die Dörfer Haselbach, Mauthaus, Anger, Seeg, Haselberg und Grafenried (wo 1971 die Pfarrkirche St. Georg vom Militär gesprengt wurde) wurden in den Jahren 1956/57 komplett abgerissen, weil sie in der militärischen Sperrzone rund um den Čerchov lagen; alle anderen Dörfer der ehemaligen Pfarrei Wassersuppen verloren einen Großteil ihrer Bausubstanz. Erst nach der Grenzöffnung von 1989/1990 wurde diese landschaftlich schöne Grenzregion mit ihrer noch unberührten Natur wieder öffentlich zugänglich und ist jetzt durch Wander- und Fahrradwege erschlossen, welche auch durch die teils vergessenen tschechischen Ortschaften und die Wüstungen führen.
Das Flüsschen Böhmische Schwarzach wurde 1962 zum Perlsee aufgestaut. Die letzte Glashütte, die „Grasslschleif“ in Ulrichsgrün, stellte ihren Betrieb ein, ebenso im Jahre 1966 die Tuchfabrik Wessely und Spaett, über Jahrzehnte hinweg der größte Arbeitgeber. Seit 1968 ist die Stadt staatlich anerkannter Luftkurort. Bis zum 30. Juni 1972 war Waldmünchen Kreisstadt des gleichnamigen Landkreises, der dann jedoch im Zuge der Gebietsreform aufgelöst wurde. 1982 entstand aus dem Schloss und dem alten Pfarrhof die Jugendbildungsstätte für die Oberpfalz. 1983 ging Waldmünchen mit Marktoberdorf eine Städtepartnerschaft ein. Ein Christbaum aus Waldmünchen schmückte 1984 den Petersplatz in Rom.

### Öffnung des Eisernen Vorhangs (seit 1990)
Nach 45 Jahren des Kalten Krieges fiel am 1. August 1990 (nach einer symbolischen Grenzöffnung am 26. Januar 1990) der Eiserne Vorhang zur damaligen Tschechoslowakei. Der Grenzübergang Waldmünchen-Höll wurde wieder geöffnet: Erst für Fußgänger, dann für Busse, bald darauf auch für Autos. Mittlerweile ist der Grenzübergang nur noch für überregionale LKW gesperrt, diese müssen den Grenzübergang Waidhaus Autobahn (A 6) benutzen. 1993 verkaufte der Landkreis Cham das Waldmünchener Stiftungskrankenhaus. Im selben Jahr ging die Stadt eine Partnerschaft mit dem französischen Combourg ein (Chateaubriand). 1994 wurde das Erlebnisbad Aquafit eröffnet, das auch Besucher aus dem weiteren Umland anzieht. Das Stadlerhaus wurde umgebaut und dem Rathaus angegliedert. 1999 wurde das Gelände der alten Tuchfabrik zum Residenzwohnpark umgebaut und eröffnet.
2001 wurde das Grenzland- und Trenckmuseum eröffnet. 2002 wurde das sogenannte Windmeisserhaus in der Hofgartenstraße zum Jugendhaus angekauft. Am 21. Juni 2003 begann die Marktplatzsanierung, die 2005 abgeschlossen wurde. Somit erhielt der Marktplatz ein neues, fußgängerfreundlicheres Gesicht. 2005 kam der bis dato städtische Campingplatz am Perlsee in Privatbesitz. Am 21. Dezember 2007 um 0:00 Uhr verließen Polizei und Zoll gemäß dem Schengener Abkommen ihre Plätze, und der Grenzübergang Höll-Liskova wurde für den kontrollfreien Grenzverkehr geöffnet: 17 Jahre nach dem Fall des Eisernen Vorhangs war nun ungehinderter Grenzverkehr möglich; die Polizei- und Zollbeamten verrichten seitdem im Hinterland ihren Dienst. In dem 1956/57 zerstörten, bis 1946 deutsch besiedelten Dorf Grafenried (Lučina), das jetzt in Tschechien liegt, werden seit 2011 die Fundamente und Überreste der Pfarrkirche St. Georg sowie weitere Gebäude wie der Pfarrhof ausgegraben; dabei wurde auch die Außenmauer der Sakristei von tschechischen Spezialisten rudimentär rekonstruiert. Nach der neuen Weihung der Reste der Kirche werden dort wieder regelmäßig Messen gefeiert.
Wie schon 1984 schmückte auch 2013 ein Christbaum aus dem Böhmerwald bei Waldmünchen den Petersplatz in Rom unter dem Motto „Aus der Mitte Europas in die Mitte der Christenheit“.

### Eingemeindungen
Im Zuge der Gebietsreform in Bayern wurden am 1. Januar 1972 die Gemeinden Albernhof, Ast (mit dem 1945 oder 1946 aufgenommenen Englmannsbrunn), Prosdorf, Schäferei und Ulrichsgrün eingegliedert. Am 1. Juli 1972 folgten Hocha, Höll und Spielberg sowie Gebietsteile der aufgelösten Gemeinde Herzogau. Die Eingemeindungen wurden am 1. Januar 1978 mit der Eingliederung von Untergrafenried (dem auf deutscher Seite gelegenen Teil von Grafenried) und am 1. Mai 1978 von Geigant (mit den am 1. Januar 1972 eingemeindeten Orten Katzbach und Rannersdorf) und Sinzendorf abgeschlossen.

### Einwohnerentwicklung
Zwischen 1988 und 2018 sank die Einwohnerzahl von 7323 auf 6728 um 595 Einwohner bzw. um 8,1 %.
| Jahr           | Einwohner |
| -------------- | --------- |
| 1. Januar 1771 | 1101      |
| 1. Januar 1871 | 2676      |
| 1. Januar 1919 | 2838      |
| 1. Januar 1939 | 3077      |
| 6. Juni 1961   | 4088      |
| 1. Januar 1966 | 4294      |
| 27. Mai 1970   | 4033      |
| 30. Juni 1972  | 4609      |
| 1. Juli 19721  | 7500      |
| 1. Januar 1980 | 7688      |
| 1. Januar 1990 | 7167      |
| 1. Januar 2000 | 7204      |

| Jahr              | Einwohner |
| ----------------- | --------- |
| 31. Dezember 2005 | 7285      |
| 31. Dezember 2010 | 6976      |
| 31. Dezember 2015 | 6768      |
| 31. Dezember 2016 | 6812      |

1 Gebietsreform, mehrere Gemeinden werden an die Stadt Waldmünchen angeschlossen.

## Politik

### Stadtrat
Die Kommunalwahlen am 16. März 2014 und am 15. März 2020 führten bei einer Wahlbeteiligung von 65,72 % (2014) beziehungsweise 69,9 % (2020) zu folgendem Ergebnis:
| Partei / Liste                            | Anteil 2014 | Sitze 2014 | Anteil 2020 | Sitze 2020 |
| CSU                                       | 27,2 %      | 6          | 23,0 %      | 4          |
| Grüne                                     | -           | -          | 6,9 %       | 1          |
| SPD                                       | 10,8 %      | 2          | 8,0 %       | 2          |
| Wählerunion Waldmünchen Land (WUL)        | 16,8 %      | 3          | 13,3 %      | 3          |
| Freie Wählergemeinschaft (FWG)            | 14,0 %      | 3          | 14,6 %      | 3          |
| Wählergemeinschaft Waldmünchen Land (WWL) | 13,8 %      | 3          | 10,7 %      | 2          |
| Parteifreie Wählerschaft Land (PWL)       | 12,6 %      | 2          | 13,3 %      | 3          |
| Junge Wähler Waldmünchen (JW)             | 5,0 %       | 1          | 5,5 %       | 1          |
| Liste junger Waldmünchner (LJW)           | -           | -          | 4,7 %       | 1          |
| Gesamt                                    | 100,0 %     | 20         | 100,0 %     | 20         |

### Bürgermeister
Erster Bürgermeister ist seit 19. Oktober 2010 Markus Ackermann (CSU). Er wurde bei der Wahl 2020 außerdem von Liste junge Waldmünchner, Wählergemeinschaft Waldmünchen Land und Wählerunion Waldmünchen Land unterstützt und bei der Stichwahl am 29. März 2020 mit 51,4 % der gültigen Stimmen für weitere sechs Jahre gewählt.
Bürgermeister seit 1454 (Auswahl)
| - 1454: Waitzer Jakob - 1538: Rayder Hans - 1580: Franckh Jörg - 1615: Grillenberger Sebastian - 1627: Franckh Lorenz - 1628: Patenti - 1635: Schmidt Georg - 1641: Neusinger - 1651: Reischl Hans - 1666: Franckh Thomas - 1667–1676: Zengler Christoph - 1681: Ziegler Christoph, Riepl Johann - 1699–1721: Franck Michael Johann - 1726: Hämmerl - 1728: Kayser Johann Georg, Werner, Picherl - 1733: Reischl Johann Valentin - 1744: Schweiger Johann Jakob - 1765: Silberhorn Johann Jakob, Kellermann - 1770: Bauer Johann Georg - 1774: Eberl Johann - 1783: Spadini Alexander - 1793: Spadini Abel, Reischl Theodor, Lohner Franz - 1802: Schmid Wolf - 1805: Reischl Thomas - 1818: Bruckmeyr Simon - 1827: Dietl Johann Baptist | - 1835: Lenard Jakob - 1848: Schwarz Alois - 1860: Spätt Georg - 1868: Silberhorn Josef - 1869: Lehmann Peter - 1875: Nachtmann Xaver - 1893: Frank Johann - 1900: Koller Josef - 1904: Schmid Franz Xaver - 1912: Kellermann Alois - 1918: Urban Franz Xaver - 1924: Bücherl Johann - 1933: Mannhart Franz - 1935: Dietl Johann (geschäftsführend) - 1935: Seidel Max (NS-Kreisleiter) - 1945: Großmann Bernhard - 1945: Bücherl Johann - 1946: Pregler Johann - 1948: Pregler Albert - 1956: Kussinger Johann - 1964: Eisenhart Max - 1978: Eiber Heinrich - 1984: Aumüller Dieter - 2002: Löffler Franz - seit 2010: Ackermann Markus (2020 wiedergewählt mit 51,4 %) |

### Wappen
| | Blasonierung: „In Silber eine bewurzelte grüne Buche.“ |
| Das Wappen ist aus der Siegelführung abgeleitet und seit 1315 belegt. 1960 erfolgte die Neufestsetzung des Wappens. |                                                        |

### Städtepartnerschaften
Waldmünchen unterhält vier Städtepartnerschaften:
- Deutschland: Marktoberdorf in Schwaben (Bayern) (seit 1983)
- Tschechien: Klenčí pod Čerchovem – deutsch Klentsch (seit 1990, 2003 erweitert)[15]
- Frankreich: Combourg (seit 1993)
- Deutschland: Elz in Hessen (seit 2006)[16]

## Kultur und Sehenswürdigkeiten

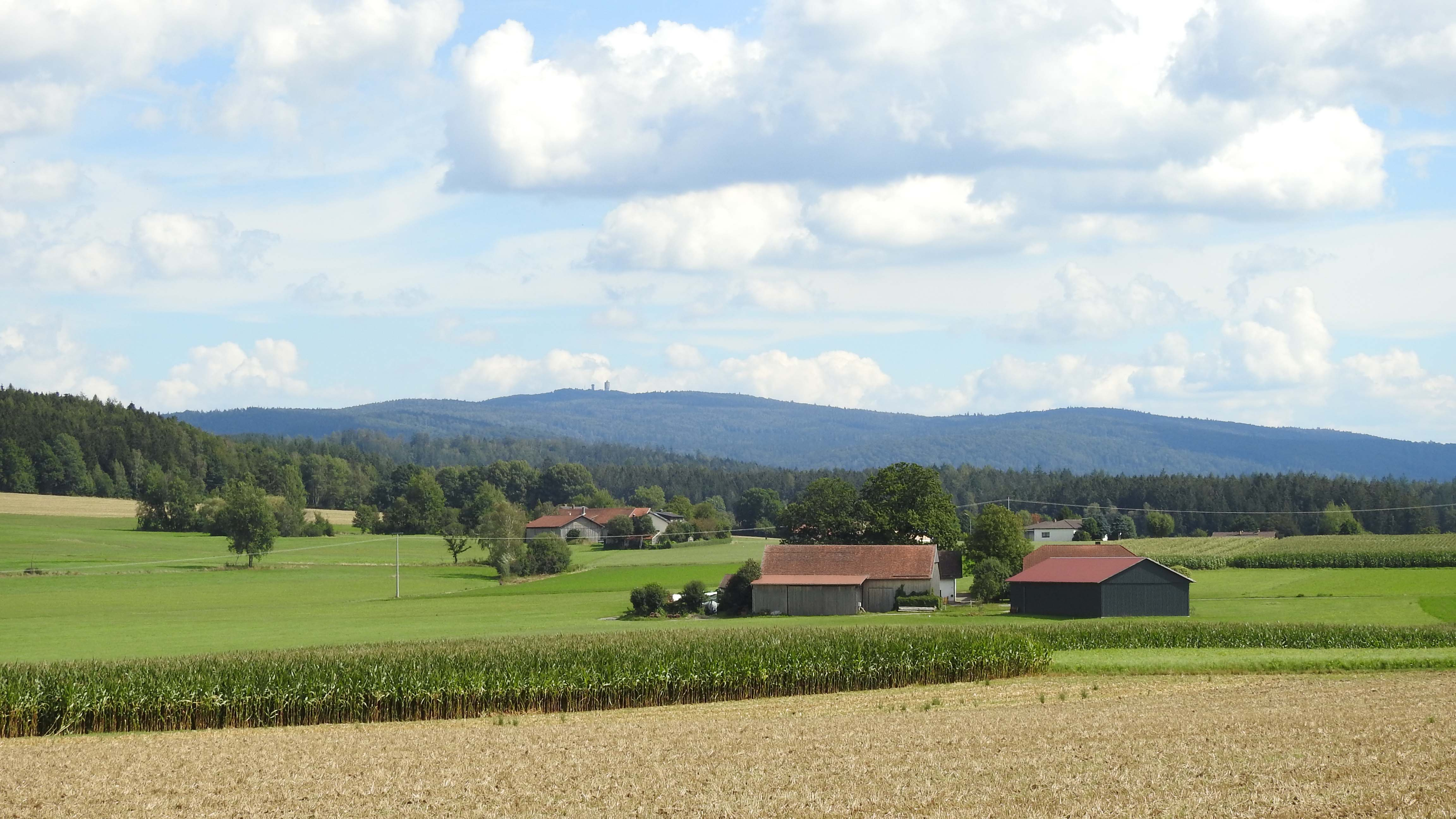
Bei Spielberg, im Hintergrund der Cerchov

### Bodendenkmäler
- Burgstall Bleschenberg
- Burgstall Herzogau
- Turmhügel Katzbach

### Grünflächen und Naherholung
Einen Kilometer nördlich von Waldmünchen befindet sich das ausgedehnte Naherholungsgebiet des Perlsees mit Möglichkeiten zum Baden, Zelten, Minigolf, Beachvolleyball, zum Wassersport (Tretbootfahren, Rudern, Windsurfen und Segeln) und zum Angeln. Es gibt einen Trimm-dich-Pfad, im Winter Gelegenheit zum Eislaufen und Eisstockschießen; am Ufer und um den See herum gibt es ausgebaute Wanderwege.

### Trenckfestspiele

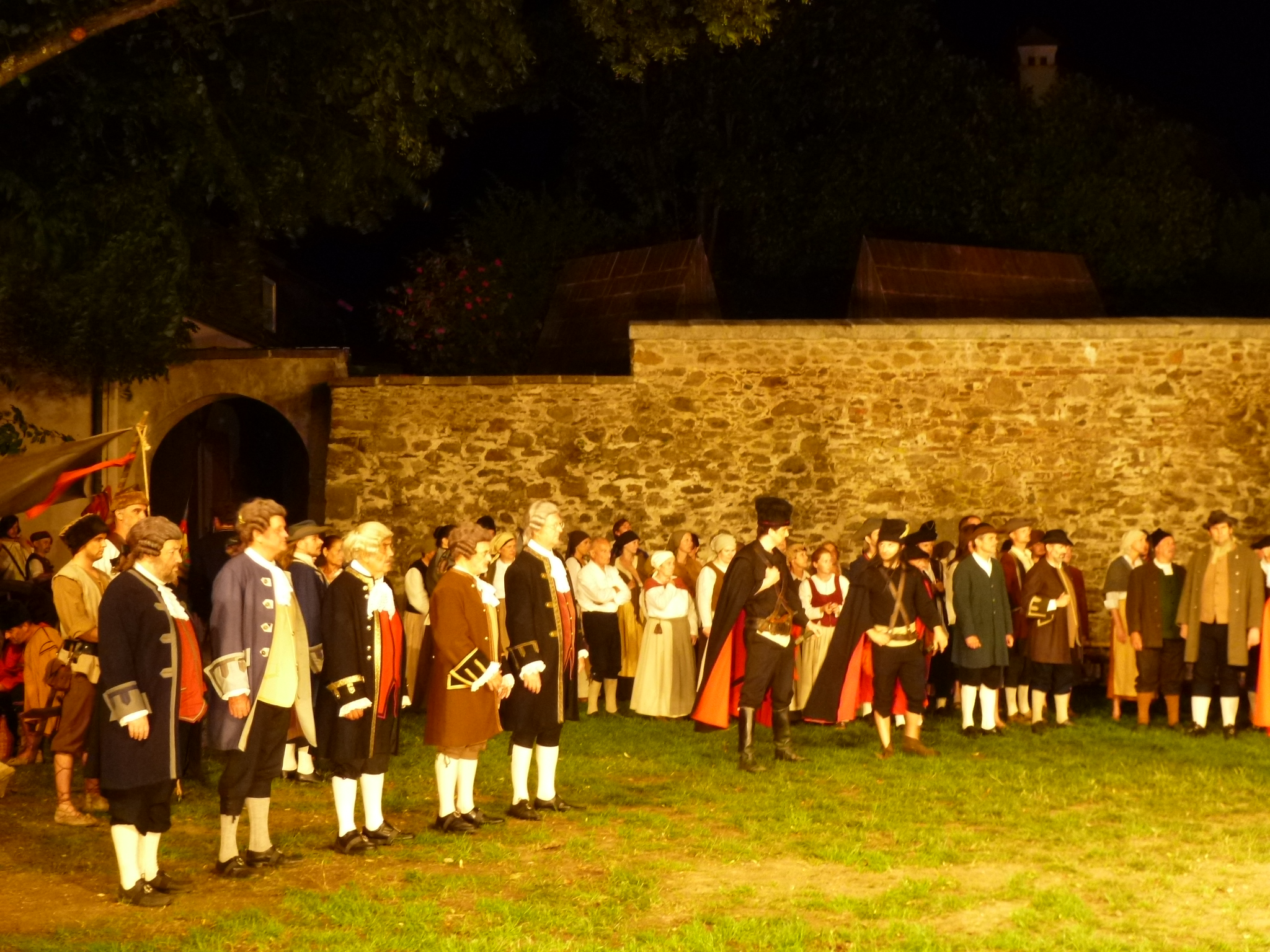
Trenck der Pandur – Festspiele (2014)

Franz Freiherr von der Trenck war ein Pandurenoberst, der sich 1741 zu Beginn des österreichischen Erbfolgekrieges auf eigene Kosten ein 1000 Mann starkes Freikorps zusammenstellte und bald darauf überall zwischen Isar und bayerisch-böhmischer Grenze gefürchtet war. Während dieses „Feldzuges“ stand er dann 1742 vor Waldmünchen.
1937 wurde die Idee einer spielerischen Aufarbeitung dieser Geschichte geboren. Deren konkrete Umsetzung hatte jedoch der Zweite Weltkrieg verhindert. Nach dessen Ende wurde die Idee neu aufgegriffen und verwirklicht. Seit der Uraufführung 1950 wird das damalige Geschehen durch die alljährlichen Trenckfestspiele dokumentiert. Hierbei führen Waldmünchener Laienschauspieler während der Monate Juli und August das Stück Trenck der Pandur vor Waldmünchen auf. Vor einer überdachten Tribüne mit 800 Sitzplätzen wird auf dem Festspielplatz unter nächtlichem Himmel in neun Aufführungen das harte Leben der Einheimischen zu dieser Zeit sowie das wilde Auftreten der Panduren mit ihrem berüchtigten Führer Franz von der Trenck dargestellt. Das Logo der Trenckfestspiele, drei Pandurenreiter, wurde von Georg Achtelstetter entworfen.

### Museen
Im Stadtturm, dem Kirchturm der Pfarrkirche St. Stephan, ist ein Museum mit historischen Turmuhren untergebracht. Zur Öffnungszeit kann der Turm bis zur 35,4 m hoch liegenden Aussichtsebene in der „Laterne“ bestiegen werden, die einen guten Blick auf Waldmünchen bietet.

### Regelmäßige Veranstaltungen

#### Feste und Festivals

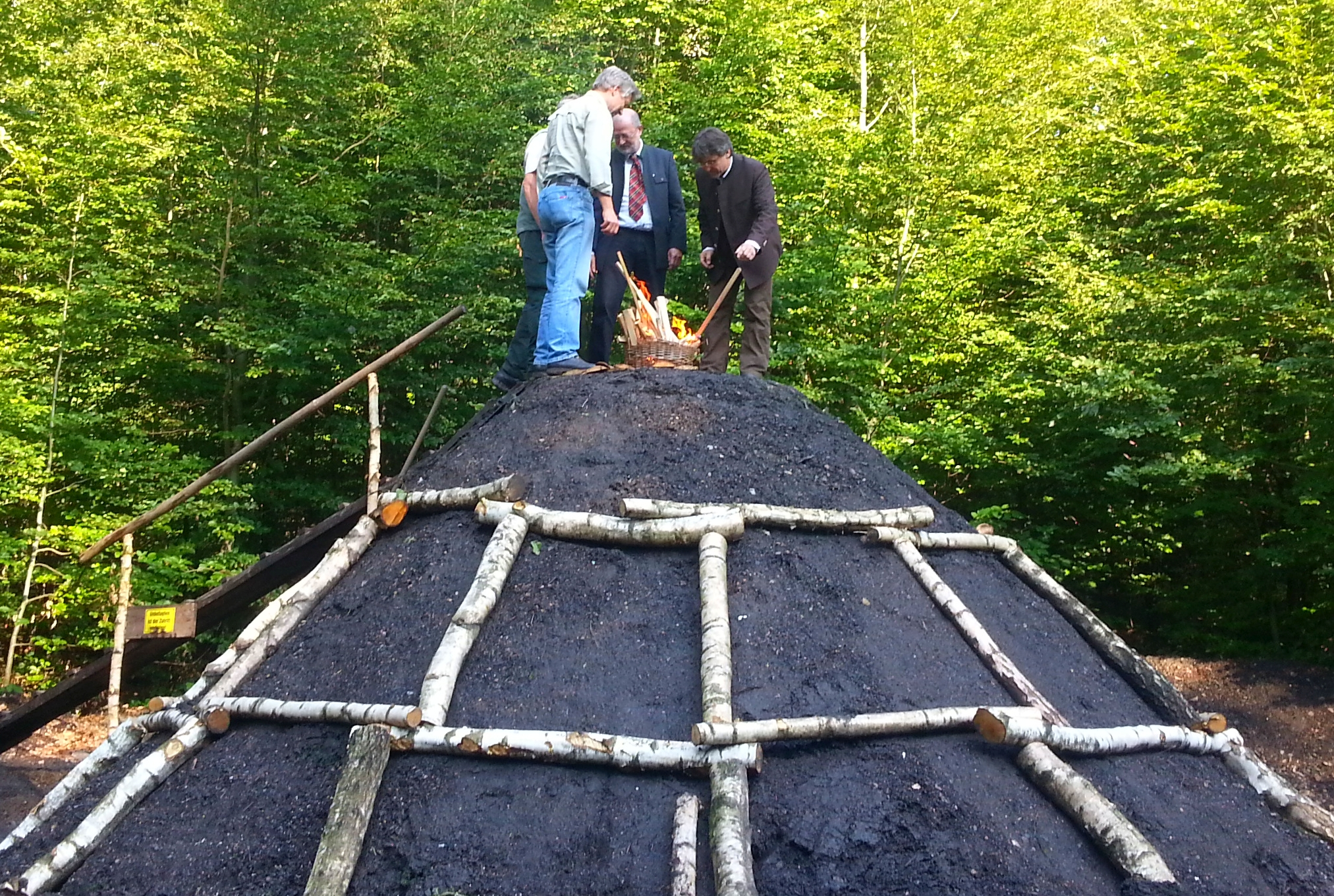
Ehrengäste entzünden den Kohlenmeiler (2014)

Einmal jährlich findet das Frühlingsfest sowie im Juli das Heimatfest und das MundArt-Festival statt. Ebenfalls im Juli wird seit Jahren ein Meilerfest als Bestandteil der Traditions- und Heimatpflege mit einem authentischen Kohlenmeiler gefeiert. Ferner wird im August das Countryfest und zudem im Herbst das Herbstfest sowie das Pandurenlager veranstaltet. Ein weiterer Höhepunkt ist das von den Schwarzen Panduren organisierte Schlossfest.

#### Wochen und Jahrmärkte
Wochenmärkte werden jeden Dienstag und Samstag in der Woche abgehalten. Fällt auf diesen Tag ein Feiertag, fällt der Wochenmarkt aus.
Jahrmärkte finden in Waldmünchen am Dienstag in der dritten Fastenwoche, am Sonntag vor Christi Himmelfahrt, am zweiten Sonntag im Juli, am letzten Sonntag im September und am Sonntag vor Wolfgang statt.
Einen Christkindlmarkt gibt es am zweiten Adventssamstag.

## Wirtschaft, Infrastruktur, Bildung

### Verkehr
Waldmünchen liegt an keiner Bundesstraße oder Autobahn. Die Bundesstraße 22 Cham–Weiden verläuft bei Schönthal in 10 km Entfernung. Cham liegt in 20 km Entfernung, Furth im Wald ist 15 km entfernt. Die Stadt ist durch mehrere Staats- und Kreisstraßen (St 2400,  St 2146, St 2154, CHA 40) erschlossen, die wegen des zunehmenden Grenzverkehrs oft bundesstraßengleich ausgebaut sind (z. B. Verbindung Waldmünchen-Haselbach/CZ). Im Dezember 2013 wurde die nördliche Ortsumgehung (Teil der Staatsstraße 2146) fertiggestellt, die Waldmünchen seitdem vom überörtlichen Verkehr entlastet.
Waldmünchen ist an den Iron Curtain Trail, den längsten offiziellen Radfernweg Europas, angeschlossen, welcher entlang des ehemaligen Eisernen Vorhangs verläuft.
Zur tschechischen Nachbargemeinde Nemanice (Wassersuppen) bestehen zwei Grenzübergänge: Für Kraftfahrzeuge der Straßenübergang im Ortsteil Höll nach Lísková (Haselbach); für Wanderer steht auch der drei Kilometer westlich davon gelegene grenzüberschreitende Wanderweg vom Ortsteil Untergrafenried in den aufgelassenen Ort Lučina (Grafenried) zur Verfügung.
Waldmünchen ist Endstation der Bahnstrecke Cham–Waldmünchen, auf der Züge der Oberpfalzbahn verkehren.

### Arbeitsplätze
2017 gab es in der Stadt 1940 sozialversicherungspflichtige Arbeitsplätze. Von der Wohnbevölkerung standen 2315 Personen in einem versicherungspflichtigen Beschäftigungsverhältnis. Damit war die Zahl der Auspendler um 375 Personen größer als die der Einpendler. 111 Einwohner waren arbeitslos.

### Behörden
In Waldmünchen gibt es folgende Dienststellen:
- Außenstelle des Finanzamtes Cham
- Bundespolizeiinspektion
- Außenstelle des Amtes für Ernährung, Landwirtschaft und Forsten Cham
- Notariat
- Polizeistation

### Bildung
In Waldmünchen gibt es zwei Grund- und eine Mittelschule, eine Realschule und eine Fachschule für Umweltschutztechnik und regenerative Energien. Dazu kommt die Technikerschule Waldmünchen. Die Jugendbildungsstätte Waldmünchen bietet Übernachtungsmöglichkeiten und Bildungsangebote für Gruppen und junge Erwachsene. Außerdem ist Waldmünchen ein Standort der Musikschule des Landkreises Cham.
In der Stadt gibt es zwei Kindertageseinrichtungen mit zusammen 174 Plätzen; 191 Kinder werden derzeit betreut (Stand 1. März 2018).

### Lokale Zahlungsmittel
Zweimal in der Geschichte gab Waldmünchen lokale Zahlungsmittel aus. Einmal während der Weltwirtschaftskrise und einmal so genannte Aktiv-Taler um das Jahr 2000.

## Persönlichkeiten

### Söhne und Töchter der Stadt

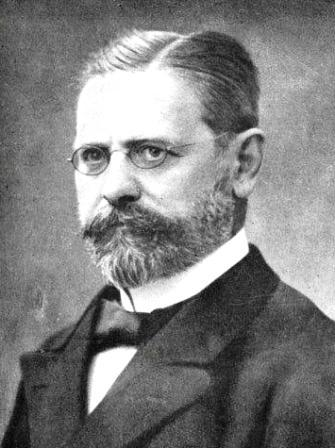
Heinrich von Frauendorfer um 1905

- Johann Andreas Reuschl (auch: Reusch, 1649–1686), Orgelbauer in Kitzingen, baute und reparierte Orgeln in Mittel- und Unterfranken
- Georg Liegel (1779–1862), Pomologe
- Heinrich von Frauendorfer (1855–1921), erster bayerischer Verkehrsminister
- Therese Paris, geb. Teufel (1868–1942), Schriftstellerin
- Alexander Prugger (1887–1962), Verwaltungsjurist und Leiter der Oberfinanzdirektion München
- Christl-Marie Schultes (1904–1976), Bayerns erste Fliegerin
- Michaela Krinner (1915–2006), Malerin
- Alois Bierl (* 1943), Ruderer, Olympiasieger 1972
- Andreas Grassl (* 1984), bekannt geworden als der „Piano-Mann“

### Weitere Persönlichkeiten mit Verbindung zur Stadt
- François-René de Chateaubriand (1768–1848), hielt sich 1833 auf einer Durchreise nach Prag in Waldmünchen auf und beschrieb in seinem Tagebuch seine Reiseeindrücke
- Johann Michael Nachtmann (1796–1884), Firmengründer, Betreiber der Unterhütte (Glashütte Herzogau)
- Anton Teufel (1829–1896), Kgl. Bay. Revierförster und Erbauer der Teufelsbrücke[24]
- Karl Greiner (1920–1957), Postmeister, Mitbegründer der Trenck-Festspiele
- Heinz Piontek (1925–2003), Schriftsteller, lebte 1945 in Waldmünchen
- Eddi Arent (1925–2013), Filmschauspieler, lebte bis 2011 in Waldmünchen
- Bernhard Setzwein (* 1960), Schriftsteller, lebte von 1990 bis 2015 in Waldmünchen

## Sonstiges
In Waldmünchen befand sich die Grenzpolizeistation Waldmünchen der Landespolizei mit der Zuständigkeit für Tiefenbach, Treffelstein, Waldmünchen und Gleißenberg, ein Gebiet von 183 km². Im Zuge des Schengener Abkommens und dem Wegfall der Grenzkontrollen werden die Polizeibeamten nun im Hinterland zur Fahndung eingesetzt und die Grenzpolizeistation in Waldmünchen wurde zu einer gewöhnlichen Polizeistation. Die Grenzkontrollstelle in Höll wurde geschlossen.
Seit 1992 gibt es in Waldmünchen eine Dienststelle der Bundespolizei (vor 2005 Bundesgrenzschutz). Bis zum 21. Dezember 2007 waren die Beamten der Bundespolizeiinspektion Waldmünchen für die Grenzüberwachung im Grenzabschnitt von Friedrichshäng bis an die Gemeindegrenze der Stadt Furth im Wald zuständig. Mit dem Wegfall der Grenze auf Grund des Schengenbeitritts der Tschechischen Republik übernahm die Bundespolizei an der tschechischen Grenze die Aufgabe als Grenzbehörde. Die Aufgabe wechselte von der Grenzüberwachung in die Binnengrenzfahndung. Ab dem 1. März 2008 wurde die Bundespolizeiinspektion Waldmünchen durch die Neuorganisation der Bundespolizei mit den Inspektionen Regensburg und Furth im Wald verschmolzen. Der Bundespolizeiinspektion Waldmünchen sind nun die Bundespolizeireviere Regensburg und Furth im Wald nachgeordnet. Die Aufgaben wurden ebenfalls erweitert: Die Binnengrenzfahndung wurde ausgeweitet in den 30-km-Bereich zur deutsch-tschechischen Grenze in den Landkreisen Cham und Schwandorf. Des Weiteren gehört die bahnpolizeiliche Aufgabenwahrnehmung in den Landkreisen Cham, Schwandorf, Amberg-Sulzbach, Neumarkt, Kelheim, Regensburg und den kreisfreien Städten Regensburg und Amberg zum Zuständigkeitsbereich der Bundespolizeiinspektion Waldmünchen.
Im Gemeindeteil Herzogau befindet sich eine Brauerei (Schlossbrauerei Herzogau), welche mittlerweile nicht mehr braut und als Museumsbrauerei besichtigt werden kann und die (einzige) Diensthundeschule des Fortbildungsinstituts der Bayerischen Bereitschaftspolizei. Des Weiteren wurde der ehemalige Pfarrhof zu einem namhaften Künstler-Café umgebaut, das mittlerweile wieder geschlossen wurde.
Im Stadtgebiet von Waldmünchen stehen auf dem südöstlich von Herzogau gelegenen Klammerfels (847,1 m ü. NHN) und dem südwestlich von Sinzendorf gelegenen Bleschenberg (596 m ü. NHN) zwei baugleiche hölzerne Aussichtstürme.
Das bei der Kennzeichenliberalisierung wieder eingeführte Autokennzeichen ist bundesweit der einzige Fall mit einem „Buchstaben-Dreher“. Entsprechend dem Ortsnamen müsste es WMÜ lauten. Wegen der Aussprechbarkeit und Verständlichkeit im Polizeifunk wurde seinerzeit WÜM daraus.